# Vector (album)
Vector è il quinto album in studio del gruppo musicale britannico Haken, pubblicato il 26 ottobre 2018 dalla Inside Out Music.

## Concezione
Composto da sette brani, si tratta dell'album più corto registrato in carriera dal gruppo e presenta sonorità maggiormente progressive metal rispetto agli album precedenti da loro incisi, come spiegato anche dal chitarrista Charlie Griffiths:
 Al pari dei primi due album in studio Aquarius e Visions, anche Vector è un concept album e narra la storia di un uomo vittima di un medico psicopatico che si prende gioco del suo stato mentale.
Durante la fase di produzione, in cui gli stessi componenti del gruppo hanno nuovamente ricoperto il ruolo di produttori, gli Haken sono stati aiutati nella fase di registrazione e missaggio dal produttore Adam "Nolly" Getgood, ex-bassista dei Periphery; le parti vocali invece sono state registrate a Città del Messico dal tastierista del gruppo, Diego Tejeida.

## Promozione

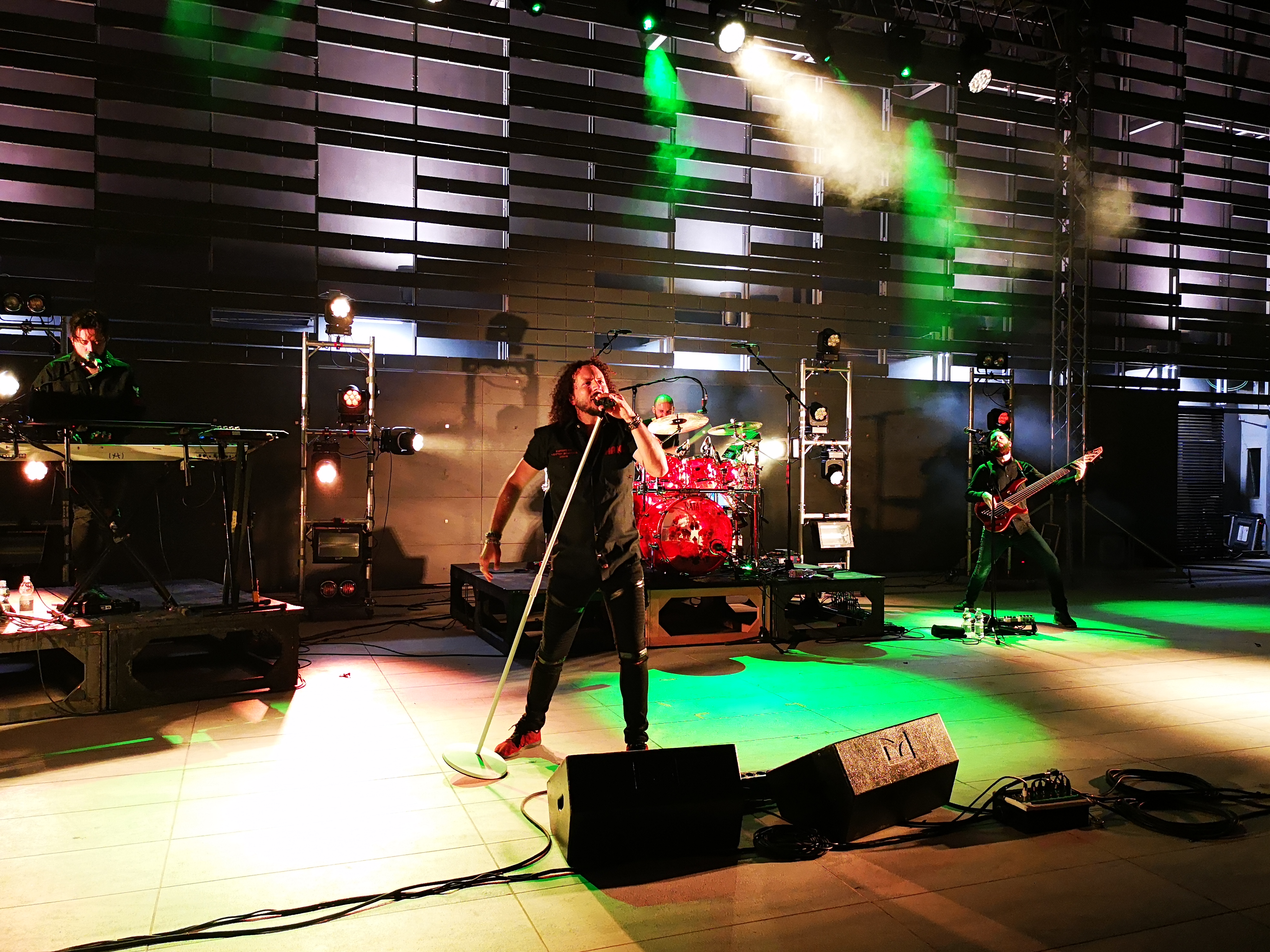
Gli Haken in concerto a Firenze nel 2019

Ancor prima dell'annuncio dell'album, il 15 luglio 2018 gli Haken hanno rivelato la prima tournée volta alla promozione del disco, che si è svolta tra il 30 ottobre e il 1º dicembre dello stesso anno nell'America del Nord e che ha visto i Leprous come co-headliner e i Bent Knee come artisti di apertura.
Il 31 agosto è stato pubblicato per il download digitale il primo singolo The Good Doctor, accompagnato dal relativo video musicale diretto da Stuart White. Il secondo singolo, Puzzle Box, è stato presentato il 28 settembre a seguito del lancio di sei video ridotti in cui ogni componente del gruppo tenta invano di risolvere un puzzle box; il video completo, che unisce i filmati ridotti con immagini della copertina dell'album, è stato successivamente diffuso il 9 ottobre. Un ulteriore singolo, il brano conclusivo A Cell Divides, è stato pubblicato una settimana prima dell'album insieme al relativo video, girato in slow motion.
Tra gennaio e marzo 2019 gli Haken hanno tenuto il Transatlantic Vector Studies 2019 tour tra il Sud America e l'Europa, accompagnati dai Bent Knee e dai Vola, spostandosi in Australia e Nuova Zelanda in giugno. Tra giugno e luglio hanno fatto ritorno in Europa per l'ultima fase del tour, denominata Summer Vectour Europe 2019 (composta da date da headliner e apparizioni in festival, come il Rock in Roma).

## Tracce
Testi e musiche degli Haken.
1. Clear – 1:50
2. The Good Doctor – 3:56
3. Puzzle Box – 7:43
4. Veil – 12:35
5. Nil by Mouth – 6:51
6. Host – 6:45
7. A Cell Divides – 6:04 – 4:57 nell'edizione digitale

CD bonus nell'edizione limitata
1. Clear (Instrumental) – 1:50 – assente nell'edizione digitale
2. The Good Doctor (Instrumental) – 3:56
3. Puzzle Box (Instrumental) – 7:43
4. Veil (Instrumental) – 12:35
5. Nil by Mouth (Instrumental) – 6:51 – assente nell'edizione digitale
6. Host (Instrumental) – 6:45
7. A Cell Divides (Instrumental) – 6:04

## Formazione
Gruppo
- Ross Jennings – voce
- Richard Henshall – chitarra
- Charlie Griffiths – chitarra
- Conner Green – basso
- Diego Tejeida – tastiera, sound design
- Raymond Hearne – batteria

Altri musicisti
- Miguel Gorodi – tromba (traccia 2), flicorno soprano (traccia 6)
- Pete Jones – programmazione aggiuntiva della batteria (traccia 3)
- Pete Rinaldi – chitarra aggiuntiva (tracce 4 e 6)

Produzione
- Haken – produzione
- Anthony Leung – ingegneria parti di batteria
- Adam "Nolly" Getgood – ingegneria parti di batteria, missaggio
- Diego Tejeida – produzione e ingegneria parti vocali
- Chris McKenzie – ingegneria del suono aggiuntiva parti vocali
- Sebastian Sendon – assistenza tecnica parti vocali
- Ermin Hamidovic – mastering

## Classifiche
| Classifica (2018)          | Posizione massima |
| -------------------------- | ----------------- |
| Austria                    | 37                |
| Belgio (Fiandre)           | 91                |
| Belgio (Vallonia)          | 198               |
| Finlandia                  | 20                |
| Germania                   | 22                |
| Italia                     | 81                |
| Paesi Bassi                | 94                |
| Regno Unito (download)     | 85                |
| Regno Unito (rock & metal) | 3                 |
| Stati Uniti (album sales)  | 91                |
| Stati Uniti (heatseekers)  | 4                 |
| Svizzera                   | 24                |